# Bernard Shaw (Journalist)

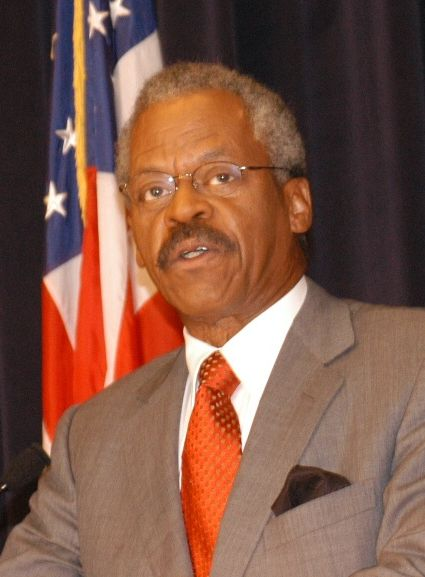
Bernard Shaw (2004)

Bernard Shaw (* 22. Mai 1940 in Chicago, Illinois; † 7. September 2022 in Washington, D.C.) war ein US-amerikanischer Journalist. Er war von 1980 bis 2001 Nachrichtenmoderator bei CNN und entwickelte maßgeblich die Rolle als Anchorman in Nachrichtensendungen.

## Leben und Wirken
Shaw besuchte die University of Illinois in Chicago von 1963 bis 1968. Er begann seine Laufbahn bei WNUS in Chicago und arbeitete später bei der dortigen Westinghouse Broadcasting Company. In Washington wurde er später Korrespondent für Themen des Weißen Hauses. Für das Washingtoner Büro der CBS News war er zwischen 1971 und 1977 tätig. Zwischen 1977 und 1980 arbeitete er für ABC News als Auslandskorrespondent für Lateinamerika. 1980 ging er zurück zu CBS.
Shaw blieb im Gedächtnis für die Frage, die er dem demokratischen US-Präsidentschaftskandidaten Michael Dukakis bei der zweiten Fernsehdebatte mit George Bush während des Wahlkampfs 1988 stellte, die Shaw moderierte. Da er wusste, dass Dukakis gegen die Todesstrafe war, fragte er Dukakis, ob er eine unwiderrufliche Todesstrafe für einen Mann, der seine Frau vergewaltigt und ermordet hätte, unterstützen würde. Dukakis antwortete, dass er es nicht würde; einige Kritiker meinten, dass er seine Antwort zu legalistisch und logisch formuliert und nicht im ausreichenden Maße persönlich angesprochen habe.
Bekannt wurde er auch für sein Berichten über den Golfkrieg 1991; während des anfänglichen Bombardements auf Bagdad durch die Koalition verbarg er sich unter seinem Tisch, als er aus dem Al-Rashid-Hotel berichtete, während Cruise-Missiles im Fenster vorbeiflogen. Im Spielfilm Live aus Bagdad, der die Ereignisse thematisiert, spielt ihn Robert Wisdom.
Shaw moderierte im Jahr 2000 die Debatte zwischen den Kandidaten für das Amt des US-amerikanischen Vizepräsidenten, Dick Cheney und Joe Lieberman.
Shaw starb am 7. September 2022 im Alter von 82 Jahren in einem Krankenhaus in Washington, D.C. an einer Lungenentzündung.